# Міжнародне товариство естетичної пластичної хірургії
Міжнародне товариство естетичної пластичної хірургії (англ. International Society of Aesthetic Plastic Surgery, ISAPS) — професійне товариство, найбільша міжнародна організація сертифікованих пластичних хірургів.

## Історія
ISAPS було засновано 12 лютого 1970 року, статут організації був підписаний в штаб-квартирі Організації Об'єднаних Націй у Нью-Йорку. ISAPS ставить за мету забезпечення сучасної медичної освіти хірургів — членів товариства; поширення інформації про нові процедури, методики і опції в естетичній та реконструктивній пластичній хірургії; а також сприяння безпечній косметичній хірургії у всьому світі.
Членами товариства є пластичні хірурги з 95 країн світу з усіх континентів. Хірурги — члени ISAPS одночасно є членами національних товариств пластичної хірургії, які входять в ISAPS як колективні члени.
ISAPS щороку проводить понад 30 навчальних заходів по всьому світу, розробляє освітні програми, лекторами яких є найвідоміші у світі пластичні хірурги.
ISAPS видає науковий журнал Aesthetic Plastic Surgery («Естетична пластична хірургія») з періодичністю раз в два місяці.

### В Україні
Членами ISAPS станом на 2019 рік є 16 пластичних хірургів з України. Національні секретарі від України: Патлажан Геннадій Ігорович (2006—2014), Денищук Павло Андрійович (2015—2018), Ткач Олег Сергійович (з 2018 року).
За підтримки ISAPS  в Україні пройшов ряд заходів за участю провідних світових пластичних хірургів. У 2016 році стартувала міжнародна науково-практична конференція ISAPS Visiting Professor Program. У 2018 та 2019 роках USAPS (Українське товариство естетичної пластичної хірургії) провело два Міжнародні конгреси пластичних хірургів і косметологів ICAMPS, які зібрали більше 600 слухачів з 17 країн світу.

## Наукові заходи
Щорічно ISAPS спонсорує і підтримує безліч наукових заходів по всьому світу, на яких демонструються і обговорюються останні наукові досягнення, сучасні методики та технічні нововведення. Зокрема було проведено 24 міжнародних конгреси ISAPS.
1. 1972 — лютий — Ріо-де-Жанейро, Бразилія
2. 1973 — червень — Єрусалим, Ізраїль
3. 1975 — серпень — Париж, Франція
4. 1977 — квітень — Мехіко, Мексика
5. 1979 — травень — Ріо-де-Жанейро, Бразилія
6. 1981 — вересень — Токіо, Японія
7. 1983 — червень — Монреаль, Канада
8. 1985 — вересень — Мадрид, Іспанія
9. 1987 — жовтень — Нью-Йорк, Нью-Йорк, США
10. 1989 — вересень — Цюріх, Швейцарія
11. 1992 — лютий — Мехіко, Мексика
12. 1993 — вересень — Париж, Франція
13. 1995 — вересень — Нью-Йорк, США
14. 1997 — червень — Сан-Паулу, Бразилія
15. 2000 — квітень — Токіо, Японія
16. 2002 — травень — Стамбул, Туреччина
17. 2004 — серпень — Х'юстон, штат Техас, США
18. 2006 — серпень — Ріо-де-Жанейро, Бразилія
19. 2008 — лютий — Мельбурн, Австралія
20. 2010 — серпень — Сан-Франциско, Каліфорнія, США
21. 2012 — вересень — Женева, Швейцарія
22. 2014 — вересень — Ріо-де-Жанейро, Бразилія
23. 2016 — жовтень — Кіото, Японія
24. 2018 — жовтень — Маямі, Флорида, США

## Учасники глобального альянсу ISAPS
1. Аргентина — Sociedad Argentina de Cirugia Plastica Estetica y Reparadora (SACPER)
2. Австралія — Australasian Society of Aesthetic Plastic Surgeons (ASAPS)
3. Австрія — Österreichische Gesellschaft für Plastische, Ästhetische und Rekonstruktive Chirurgie (ÖGPÄRC)
4. Азербайджан — Society of Plastic Surgery Azerbaijan (SPSA)
5. Бельгія — Royal Belgian Society for Plastic Surgery (RBSPS)
6. Болівія — Sociedad Boliviana de Cirugia Plastica Estetica y Reparadora (SBCPER)
7. Бразилія — Sociedade Brasileira de Cirurgia Plástica (SBCP)
8. Болгарія — Bulgarian Association of Plastic, Reconstructive and Aesthetic Surgery (BULAPRAS)
9. Канада — Canadian Society for Aesthetic Plastic Surgery (CSAPS)
10. Чилі — Sociedad Chilena de Cirugía Plástica, Reconstructiva y Estética (SCCPRE)
11. Китайська Народна Республіка — Chinese Society of Plastic Surgery (CSPS)
12. Тайвань — Taiwan Society of Plastic Surgery (TSPS)
13. Колумбія — Sociedad Colombiana de Cirugía Plástica, Estética y Reconstructiva (SCCP)
14. Кіпр — Cyprus Society of Plastic, Reconstructive and Aesthetic Surgery (CySPRAS)
15. Чехія — Czech Society of Aesthetic Surgery (CSAS)
16. Чехія — Czech Society of Plastic Surgery (CSPS)
17. Данія — Dansk Selskab for Kosmetisk Plastikkirurgi (DSKP)
18. Домініканська Республіка — Sociedad Dominicana de Cirugía Plastica Reconstructiva y Estética (SODOCIPRE)
19. EASAPS — European Association of Societies of Aesthetic Plastic Surgery (EASAPS)
20. Еквадор — Sociedad Ecuadoriana de Cirugía Plástica, Reconstructiva y Estética (SECPRE)
21. Єгипет — Egyptian Society of Plastic and Reconstructive Surgeons (ESPRS)
22. Фінляндія — Suomen Esteettiset Plastiikkakirurgit r.y. (SEP)
23. Франція — Societé Française des Chirurgiens Esthétiques Plasticiens (SOFCEP)
24. Грузія — Georgian Society of Plastic Reconstructive and Aesthetic Surgery (GEOPRAS)
25. Німеччина — Vereinigung der Deutschen Aesthetisch Plastischen Chirurgen (VDAPC)
26. Греція — Hellenic Society of Plastic, Reconstructive and Aesthetic Surgery (HESPRAS)
27. Угорщина — Hungarian Society for Plastic, Reconstructive and Aesthetic Surgery (HSPRAS)
28. Індія — Indian Association of Aesthetic Plastic Surgeons (IAAPS)
29. Індонезія — Indonesian Association of Plastic Reconstructive and Aesthetic Surgeons (InaPRAS)
30. Іран — Iranian Society of Plastic and Aesthetic Surgeons (ISPAS)
31. Ірландія — Irish Association of Plastic Surgeons (IAPS)
32. Італія — Associazione Italiana di Chirurgia Plastica Estetica (AICPE)
33. Італія — Società Italiana di Chirurgia Plastica Ricostruttiva ed Estetica (SICPRE)
34. Японія — Japan Society of Aesthetic Plastic Surgery (JSAPS)
35. Йорданія — Jordanian Society for Plastic and Reconstructive Surgeons (JSPRS)
36. Кувейт — Kuwait Society of Plastic Surgeons (KSPS)
37. Ліван — Lebanese Society of Plastic, Reconstructive, and Aesthetic Surgery (LSPRAS)
38. Малайзія — Malaysian Association of Plastic, Aesthetic and Craniomaxillofacial Surgeons (MAPACS)
39. Мексика — Asociación Mexicana de Cirugía Plástica Estética y Reconstructiva (AMCPER)
40. Марокко — Société Marocaine des Chirurgiens Esthétiques Plasticiens (SOMCEP)
41. Нідерланди — Nederlandse Vereniging voor Esthetische Plastische Chirurgie (NVEPC)
42. Норвегія — Norwegian Society of Aesthetic Plastic Surgery (NSAP)
43. OSAPS — Oriental Society of Aesthetic Plastic Surgery (OSAPS)
44. Пакистан — Pakistan Association of Plastic Surgeons (PAPS)
45. Панама — Asociacion Panameña de Cirugia Plastica, Estetica y Reconstructiva (APCPER)
46. Перу — Sociedad Peruana de Cirugía Plástica (SPCP)
47. Філіппіни — Philippine Association of Plastic, Reconstructive and Aesthetic Surgeons (PAPRAS)
48. Португалія — Sociedade Portuguesa de Cirurgia Plástica Reconstrutiva e Estética (SPCPRE)
49. Румунія — Romanian Aesthetic Surgery Society (RASS)
50. Росія — Northeastern Society of Plastic and Reconstructive Surgeons (NESPRS)
51. Росія — Russian Society of Plastic, Reconstructive and Aesthetic Surgery (RSPRAS)
52. Саудівська Аравія — Saudi Plastic Surgery Care Society (SPSCS)
53. Сербія — Serbian Society of Aesthetic Plastic Surgeons (SRBSAPS)
54. Сербія — Serbian Society of Plastic, Reconstructive, and Aesthetic Surgery (SRBPRAS)
55. Сингапур — Singapore Association of Plastic Surgeons (SAPS)
56. ПАР — Association of Plastic, Reconstructive and Aesthetic Surgeons of Southern Africa (APRASSA)
57. Південна Корея — Korean Society of Aesthetic Plastic Surgery (KSAPS)
58. Іспанія — Asociación Española de Cirugía Estética Plástica (AECEP)
59. Іспанія — Sociedad Española de Cirugía Plástica Reparadora y Estética (SECPRE)
60. Швеція — Svensk Förening för Estetisk Plastikkirurgi (SFEP)
61. Швейцарія — Schweizerische Gesellschaft für Aesthetische Chirurgie (SGAC)
62. Швейцарія — Swiss Society of Plastic, Reconstructive and Aesthetic Surgery (SSPRAS)
63. Таїланд — Society of Aesthetic Plastic Surgeons of Thailand (THSAPS)
64. Туреччина — Turkish Society of Aesthetic Plastic Surgery (TSAPS)
65. Україна — Ukrainian Association of Plastic, Reconstructive and Aesthetic Surgeons (UAPRAS)
66. Україна — Ukrainian Society of Aesthetic Plastic Surgeons (USAPS)
67. Об'єднані Арабські Емірати — Emirates Plastic Surgery Society (EPSS)
68. Велика Британія — British Association of Aesthetic Plastic Surgeons (BAAPS)
69. Велика Британія — United Kingdom Association of Aesthetic Plastic Surgeons (UKAAPS)
70. США — American Society for Aesthetic Plastic Surgery, Inc. (ASAPS)
71. Венесуела — Sociedad Venezolana de Cirugía Plástica, Reconstructiva, Estética y Maxilofacial (SVCPREM)
72. В'єтнам — Vietnamese Society of Aesthetic and Plastic Surgery (VSAPS)